# 兼松KGK
株式会社兼松KGK（かねまつケージーケー）は、工作機械専門商社。兼松の子会社。

## 沿革
- 1963年（昭和38年）5月 - 株式会社ファインクロダサービスを創立[5]。当時は黒田精工子会社であった。
- 1967年（昭和42年）6月 - 兼松江商株式会社に経営権が移動し、兼松江商工作機械販売株式会社に社名変更、メーカー問わず工作機械・関連設備の販売を開始[5]。
- 1970年（昭和45年）7月 - 兼松江商工作機械株式会社に社名変更[5]。
- 1985年（昭和60年）12月 - 株式会社KGKに社名変更[5]。
- 1992年（平成4年）8月 - 株式会社兼松KGKに社名変更[5]。
- 2000年（平成12年）3月 - 親会社である兼松より兼松産業機械株式会社の株式を取得、同社を子会社化[5]。
- 2001年（平成13年）4月 - 親会社より産業機械関連の商権を譲受。兼松マシナリー株式会社を統合[5]。
- 2002年（平成14年）4月 - 兼松産業機械株式会社と合併[5]。